# David Canabarro
David Canabarro is een gemeente in de Braziliaanse deelstaat Rio Grande do Sul. De gemeente telt 4.857 inwoners (schatting 2009).